# Razlog
Razlog (en búlgaro: Разло̀г) es una ciudad de Bulgaria, capital del municipio homónimo en la provincia de Blagóevgrad.

## Geografía
Se encuentra a una altitud de 836 m s. n. m. a 169 km de la capital nacional, Sofía.

## Demografía
Según estimación 2012 contaba con una población de 12 274 habitantes.
|         | 2004   | 2005   | 2006   | 2007   | 2008   | 2009   | 2010   |
| Mujeres | 6 368  | 6 372  | 6 361  | 6 736  | 6 372  | 6 391  | 6 390  |
| Varones | 6 166  | 6 167  | 6 104  | 6 125  | 6 118  | 6 108  | 6 082  |
| Total   | 12 534 | 12 539 | 12 465 | 12 501 | 12 490 | 12 499 | 12 472 |